# Gare de Palencia
Pour les articles homonymes, voir Palencia (homonymie).
La gare de Palencia, également appelée estación del Norte (gare du Nord), est une gare ferroviaire espagnole de la Ligne de Venta de Baños à Gijón (es), située à proximité du centre-ville de Palencia, dans la communauté autonome de Castille-et-León.
Elle est desservie par les services de la Renfe, que ce soient des relations sur longues ou moyennes distances.

## Situation ferroviaire
Établie à 779 mètres d'altitude, la gare de Palencia est située sur la ligne de Venta de Baños à Gijón (es) et est l'origine, au PK 297,30, de la ligne de Palencia à Santander (es), toutes deux à écartement ibérique.

## Histoire
L'arrivée du chemin de fer à Palencia eut lieu en 1860 avec l'ouverture du tronçon de Alar del Rey à Venta de Baños via Palencia. Une modeste gare dite « del Norte » (du Nord) ou d'Alar. En 1875, une nouvelle gare plus imposante fut construite à proximité lors de la mise en service du tronçon de Palencia à León. Initialement dite « del Noroeste » (du Nord-Ouest), elle devint ensuite la gare principale à l'annexion d'une compagnie par l'autre.
À la nouvelle année 2005, Adif devint gestionnaire de la gare.
En 2014, la gare subit des travaux préparatoires à l'arrivée de la grande vitesse (prévue en 2015).

## Desserte

### Longue distance
| Direction précédente | Gare précédente         | Trains | Trains            | Trains | Gare suivante                      | Destination suivante                     |
| -------------------- | ----------------------- | ------ | ----------------- | ------ | ---------------------------------- | ---------------------------------------- |
| Madrid-Chamartín     | Valladolid-Campo Grande |        | Alvia             |        | Gijón ou Aguilar de Campoo ou León | Gijón ou Santander ou León ou Ponferrada |
| Barcelone-Sants      | Burgos Rosa Manzano     |        | Alvia             |        | Sahagún                            | La Corogne ou Vigo ou Gijón              |
| Alicante-Terminal    | Burgos Rosa Manzano     |        | Alvia             |        | Sahagún ou Aguilar de Campoo       | La Corogne ou Vigo-Guixar ou Gijón       |
| Gijón                | Sahagún                 |        | Alvia             |        | Valladolid-Campo Grande            | Cadix                                    |
| Santander            | Torrelavega             |        | Alvia             |        | Valladolid-Campo Grande            | Cadix                                    |
| Gijón                | León                    |        | Alvia             |        | Valladolid-Campo Grande            | Oropesa del Mar                          |
| Hendaye              | Burgos Rosa Manzano     |        | Intercity         |        | Sahagún                            | La Corogne                               |
| Bilbao-Abando        | Burgos Rosa Manzano     |        | Intercity         |        | Sahagún                            | Vigo                                     |
| Barcelone-Sants      | Burgos Rosa Manzano     |        | Trenhotel Galicia |        | León                               | La Corogne ou Vigo                       |

## Galerie de photographies

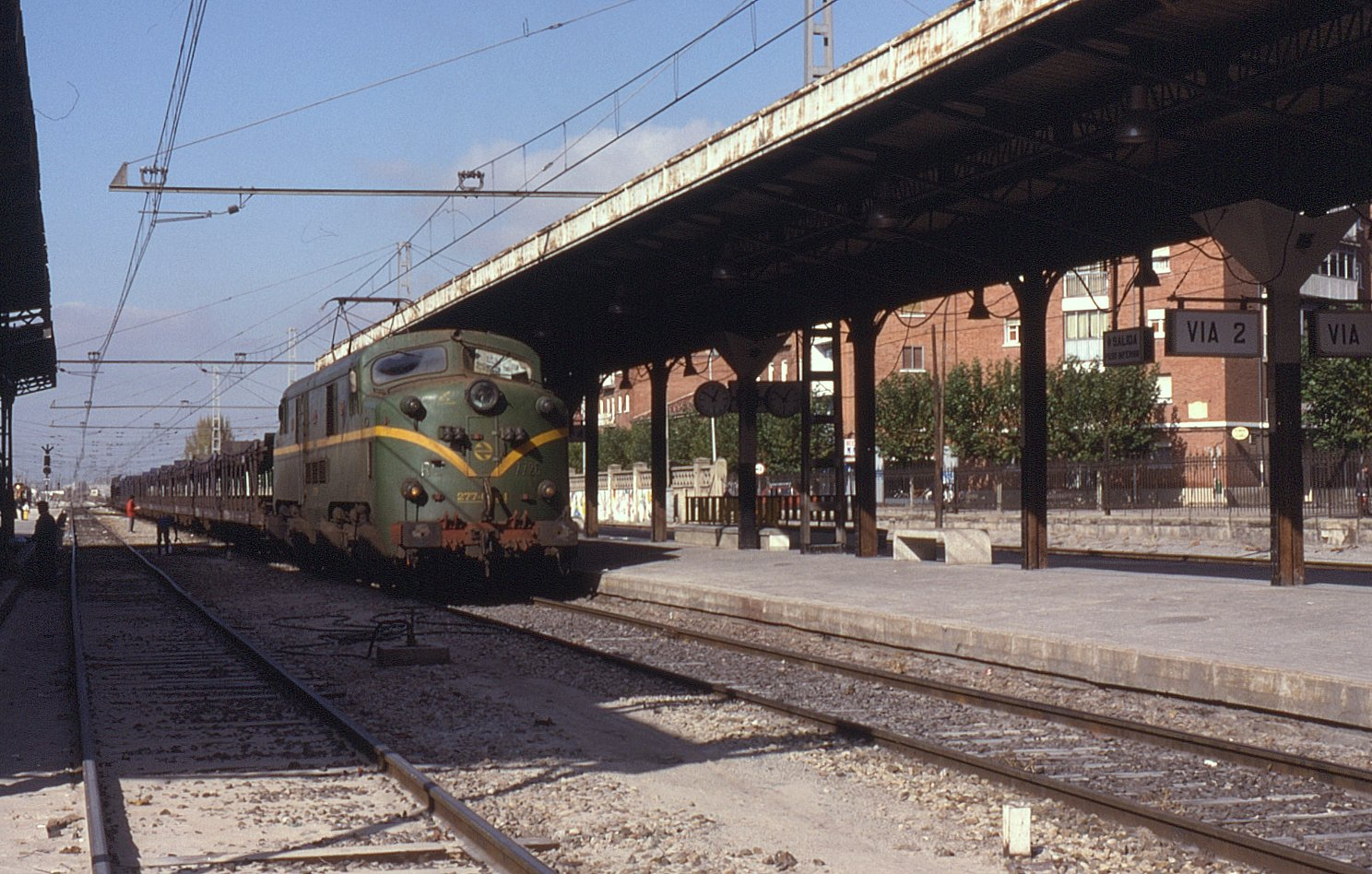
Train de fret en novembre 1993.
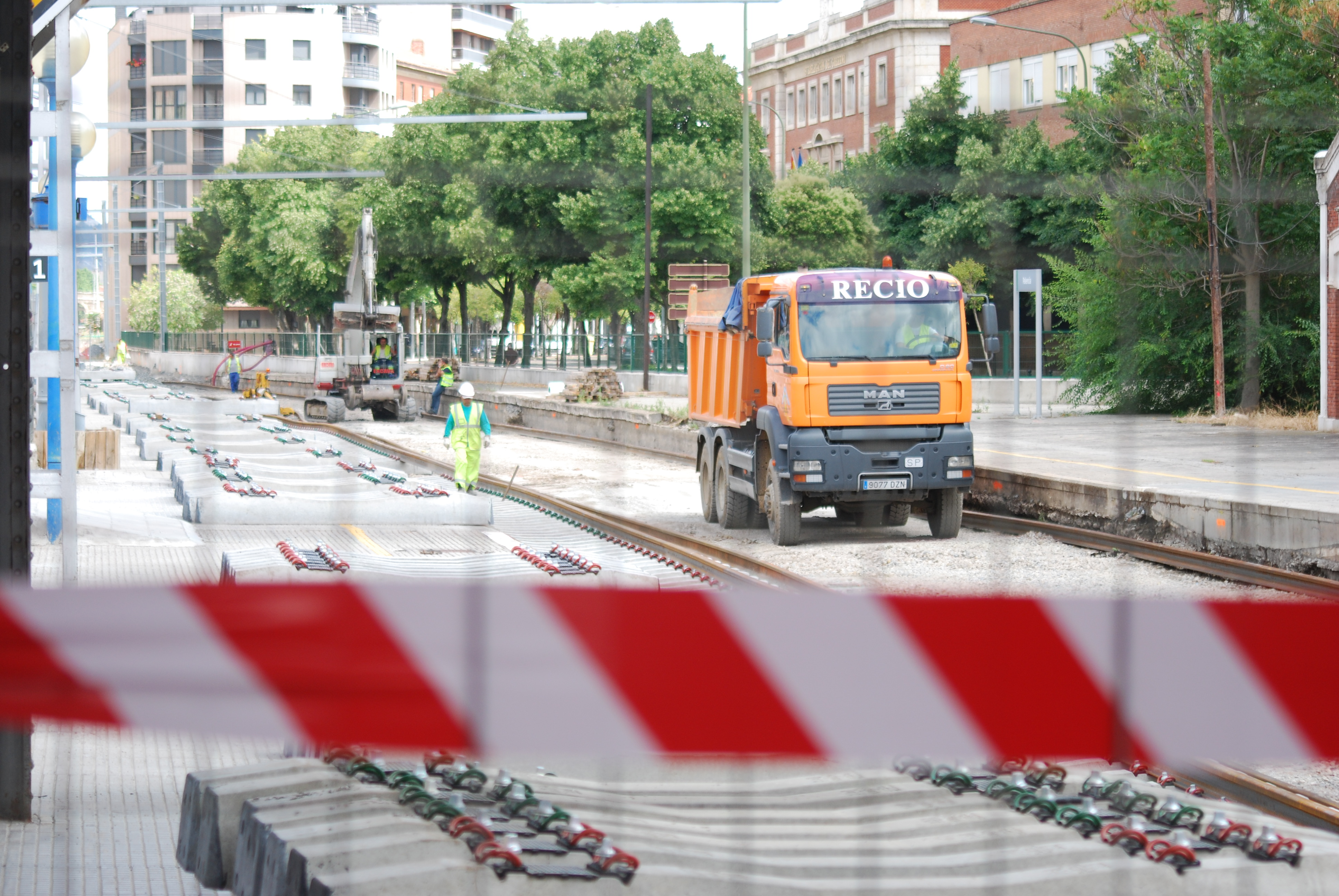
Travaux en gare en juillet 2014.
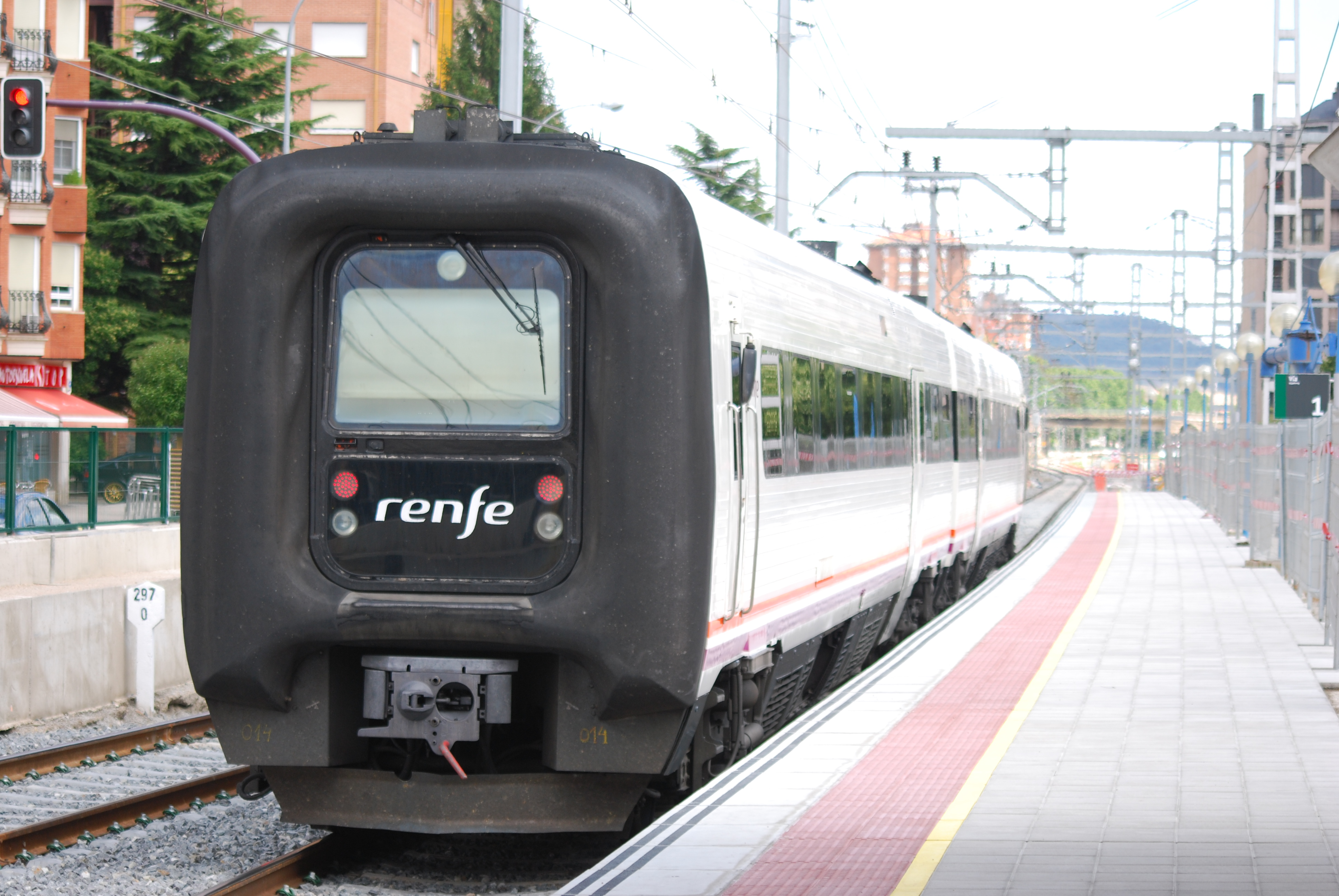
Train régional arrivant en gare en juillet 2014.